# 顺德帝姬
顺德帝姬赵缨络（1110年—1137年），宋徽宗第十九女，母不详。初封顺福公主，后改封顺德公主。《开封府状》《宋俘记》记载为第八女，是因为将其已经去世的姐姐全部排除。
顺德帝姬嫁向子扆。 靖康之变后，与其丈夫向子扆一同被俘入金，根據《北狩行录》記載，绍兴二年宋徽宗被兒子沂王趙㮙与前女婿刘彦文誣告時，向子扆通女真語，也曾出堂為宋徽宗作證。

## 关联
- 帝姬